# デス・レース4 アナーキー
『デス・レース4 アナーキー』（原題：Death Race: Beyond Anarchy）は、2018年制作のアメリカ合衆国のアクション映画。『デス・レースシリーズ』第4弾。『デス・レース2』・『デス・レース3 インフェルノ』と同様に、オリジナルビデオとして制作された。本作はドン・マイケル・ポールが監督を担当。
日本では2018年10月11日にNBCユニバーサル・エンターテイメントジャパンから日本語吹き替え版のBlu-ray Disc+DVD（規格品番：GNXF-2366）が発売されている。パッケージのキャッチコピーは「スピード、クラッシュ、爆破…リアルガチなカーアクション!! シリーズ史上、最も"過激"なレースがはじまる!」。

## キャスト
※括弧内は日本語吹替
- コナーキブソン：ザック・マッゴーワン（英語版）
- ボルティモア・ボブ：ダニー・グローヴァー
- リスト：フレッド・コーラー
- ジェーン：クリスティーン・マルツァーノ（英語版）
- ゴールドバーグ：ダニー・トレホ（廣田行生）
- フランケンシュタイン：ヴェリスラフ・パブロフ